# Tratatul de pace pentru Cilicia
Tratatul de pace pentru Cilicia a fost semant pe 9 martie  1921 între Franța și naționaliștii turci pentru a pune capăt  războiului franco-turc din 1920-1921. Tratatul nu și-a atins obiectivele propuse și a fost înlocuit de tratatul de la Ankara din 1921. 